# Casaprota

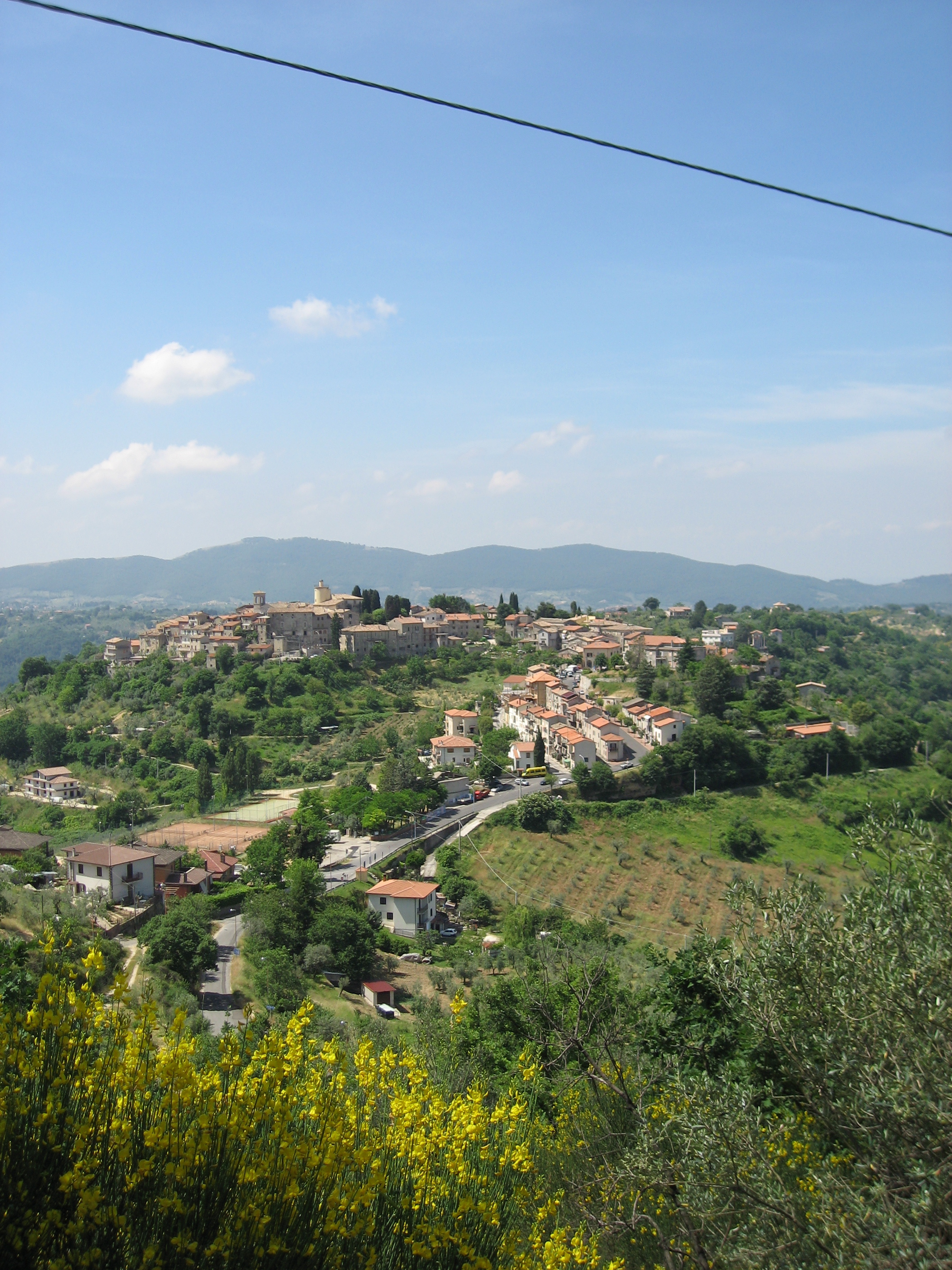
Casaprota

Casaprota is een gemeente in de Italiaanse provincie Rieti (regio Latium) en telt 699 inwoners (31-12-2004). De oppervlakte bedraagt 14,6 km², de bevolkingsdichtheid is 49 inwoners per km².

## Demografie
Casaprota telt ongeveer 360 huishoudens. Het aantal inwoners daalde in de periode 1991-2001 met 1,3% volgens cijfers uit de tienjaarlijkse volkstellingen van ISTAT.
| Jaar | Inwoneraantal |
| ---- | ------------- |
| 1991 | 695           |
| 2001 | 686           |

## Geografie
De gemeente ligt op ongeveer 523 m boven zeeniveau.
Casaprota grenst aan de volgende gemeenten: Frasso Sabino, Mompeo, Montenero Sabino, Poggio Nativo, Poggio San Lorenzo, Torricella in Sabina.